# Contrat didactique
Le concept de contrat didactique a été introduit par Guy Brousseau, didacticien des mathématiques. Il définit le contrat didactique comme « l'ensemble des comportements de l’enseignant qui sont attendus de l'élève, et de l'ensemble des comportements de l'élève qui sont attendus de l'enseignant. » Ce contrat didactique décrit les règles implicites ou explicites qui régissent le partage des responsabilités, relativement au savoir mobilisé ou structuré, entre l'enseignant et l'élève. C’est donc une représentation des attendus de part et d'autre.

## Description

### Définition
Le contrat didactique implique une détermination implicite, qui n’est ni écrite ni énoncée clairement, des rôles respectifs de l’élève et du maître, dans la classe et par rapport au savoir. Brousseau dira d’ailleurs à propos du contrat didactique qu’il s’agit d’« une relation qui détermine, explicitement pour une petite partie, mais surtout implicitement ce que chaque partenaire, l’enseignant et l’enseigné, a la responsabilité de gérer et dont il sera responsable d’une manière ou d’une autre devant l’autre. Ce système d’obligation réciproque ressemble à un contrat. » 
Le contrat didactique est étroitement lié au contrat pédagogique, quant à lui plus orienté vers une dimension sociale des relations professeur - élève.

### Paradoxe
Cette notion est aussi rattachée à la notion de dévolution de problème puisqu’elle met l’enseignant devant un paradoxe : ce qu'il entreprend pour faire produire par l’élève les comportements qu’il attend, sachant qu’il prive ce dernier des conditions nécessaires à la compréhension et à l’apprentissage de la notion visée. Cette notion met en valeur une conception : l’enseignant effectue la « dévolution de problème » et non la communication d’une connaissance.

### Idées essentielles
Les trois idées essentielles sur ce concept sont les suivantes :
- L’idée du partage des responsabilités (le maître doit des choses à l’élève, et l’élève doit des choses au maître : il y a un métier de maître et un métier d’élève)
- La prise en compte de l’implicite (tout est implicite, ce sont des non-dits)
- Le rapport au savoir (Brousseau dira d’ailleurs que c’est une situation de communication : le maître est l’émetteur, l’élève est le récepteur, le message est la connaissance, le savoir).

Le contrat didactique est indispensable et a quatre fonctions principales :
- Créer un espace de dialogue
- Prendre en considération la coutume de classe
- Gérer des règles et des décisions
- Mettre en interaction

### Intérêts
Le contrat didactique est nécessaire pour que les élèves et l’enseignant surmontent le paradoxe de la relation didactique. L’enseignant n’a pas le droit de dire à l’enfant ce qu’il veut et pourtant, il faut qu’il fasse en sorte que l’enfant produise la réponse attendue.
Le contrat didactique est aussi une aide pour l’enseignant car cela lui permet d’interpréter les réponses des élèves et de reconnaître celles-ci comme un signe de l’apprentissage.

### Entrée dans le contrat didactique en maternelle
Le contrat didactique commence dès l’entrée en maternelle. Laurence Garcion-Vautor met en évidence l’importance des rituels réalisés tous les matins dans les classes de maternelles. Cela permet la constitution d’un milieu stable et en constante évolution favorisant l’entrée dans le contrat didactique

## Rupture du contrat didactique
Le contrat didactique se manifeste surtout lorsqu’il est transgressé par l’un des partenaires.
Tout enseignement d’une nouvelle notion provoque des ruptures du contrat par rapport à des notions apprises auparavant et donc une renégociation. En effet, par exemple, l’enseignement de la géométrie commence par la réalisation de dessins à l’aide d’instruments géométriques (compas, règles…) puis, elle évolue, l’élève devant utiliser des objets abstraits représentés par des propriétés géométriques.
Ce changement de contrat didactique est source de difficulté et même d'échec pour de nombreux élèves mais il est nécessaire à l'apprentissage. Pour l’élève le contrat didactique est une forme d’obstacle didactique.

## Effets pervers

### L'exemple de l'âge du capitaine
Dans une publication scientifique intitulée L'Âge du capitaine. De l'erreur en mathématiques, Stella Baruk relate, en 1985, un problème proposé à des élèves de primaire : « Sur un bateau, il y a 26 moutons et 10 chèvres. Quel est l'âge du capitaine ? » Parmi les 97 élèves, 76 ont donné l'âge du capitaine en utilisant les nombres figurant dans l'énoncé, soit 26 + 10 = 36 donc le capitaine a 36 ans.
On retrouve ici deux effets pervers notables. Le premier est divisible en plusieurs points puisque l'enfant pense qu'un problème posé a une réponse et une seule, que pour y parvenir, toutes les données doivent être utilisées, qu'aucune indication supplémentaire n'est nécessaire et enfin que la solution fait appel aux connaissances enseignées. Le deuxième tient au fait que l'élève, devant un exercice, se dit que s'il y avait un écueil, le professeur l'aurait averti. Le maître protège ainsi ses élèves en les débarrassant de ce qui semble difficile ou hors de portée.
L'enfant ne contrôle pas le sens de l'exercice, il se contente de répondre. Les enfants sont conscients de l'incohérence de la proposition, mais le contrat didactique classique ne prévoit pas qu'ils doivent se prononcer sur la pertinence du problème.
Le rôle de l'enseignant est de faire passer d'une culture profane faite de problèmes concrets à une culture scientifique composée de problèmes abstraits et théoriques. Le manque de logique du contrat didactique est « le levier pour que l'enfant passe dans une culture scientifique » selon Samuel Joshua et Jean-Jacques Dupin dans Introduction à la didactique des sciences et des mathématiques, 1993.

### Autres effets pervers
- L’effet Jourdain, nommé d'après un personnage de Molière, est un comportement banal de l’élève interprété comme la manifestation d’un savoir savant[6].

- Lorsqu’un élève rencontre une difficulté, l’effet Topaze, nommé d'après un personnage de Marcel Pagnol, consiste, d’une manière ou d’une autre, à la surmonter à sa place. Le professeur simplifie la tâche en faisant en sorte que l’élève obtienne la bonne réponse par une banale lecture des questions du professeur et par l’utilisation de savoirs antérieurs. Ainsi, le professeur prend à sa charge l’essentiel du travail et les connaissances visées disparaissent complètement[7].

- L’effet de l’attente incomprise consiste à croire qu’une réponse attendue des élèves va de soi.

- Le glissement métacognitif consiste à prendre une technique, supposée nécessaire pour résoudre un problème, comme objet d’étude. Cela a pour conséquence de faire perdre de vue la vraie connaissance à acquérir.

- L’usage abusif de l’analogie se traduit par le remplacement de l’étude complexe d’une notion elle aussi complexe par celle d’une analogie. Les métaphores sont souvent utiles à la compréhension mais leur usage abusif risque de restreindre le concept visé.

- L’effet Droopy Goofy est l'attitude maussade ou ravie de l’enseignant lors de la réception des propositions (d'hypothèses, de résolution, etc.) par les élèves, qui trahit leur conformité ou non à ses attentes : les élèves testent alors leurs propositions à l’attitude de l'enseignant[8].